# Cluniella minuta
Cluniella minuta is een hooiwagen uit de familie Triaenonychidae.